# Chiesa di San Giuseppe (Pettorazza Grimani)
La chiesa di San Giuseppe è la parrocchiale di Pettorazza Grimani, in provincia di Rovigo e diocesi di Chioggia; fa parte del vicariato di Cavarzere.

## Storia
La prima chiesa di Pettorazza, che era dedicata al Santissimo Salvatore e che sorgeva vicino all'argine dell'Adige in località Bastion, fu edificata all'inizio del XVI secolo ed eretta a parrocchiale nel 1546. A causa delle numerose infiltrazioni d'acqua, nel 1713 si rese necessario un primo rifacimento; questo edificio venne ampliato nel 1822 e demolito nel 1887. L'attuale parrocchiale, dedicata a San Giuseppe, fu costruita lontana dall'argine tra il 1889 ed il 1890 e consacrata nel 1891 dal vescovo Ludovico Marangoni. Infine, il campanile venne ristrutturato nel 2017.

## Descrizione
La facciata presenta quattro lesene che la dividono in tre parti; in quella centrale sono presenti il portale d'ingresso e, sopra di esso, una targa ed un piccolo rosone, quelle laterali sono caratterizzate da ampie finestre a tutto sesto. All'interno, ad un'unica navata, si trovano una scultura raffigurante la testa di San Giovanni Battista, scolpita in marmo nel XV secolo, e numerose pale dipinte tra Sei e Settecento.